# براك بن غرير آل حميد
بَرَّاكُ بْنُ غُرَيْر بنِ عُثْمانَ آل حُمَيْد الخَالِدِيّ شيخ وشاعر ومؤسس إمارة بنو حميد الخالدية بالحسا والقطيف.

## نسبه الكامل
هو براك بن غرير بن عثمان بن سعدون(أ) بن ربيعة آل حميد من بني خالد، توج في عهده كفاح بني حميد دام أكثر من قرن من الزمان من اجل الاستقلال بالأحساء وتمكن من تأسيس دولة حميدية شملت شرق الجزيرة العربية استولى على الاحساء عام 1080هجري بعد ان تمكن من طرد الاتراك العثمانيين وامتد نفوذه إلى نجد وما جاورها وقد اتصف بحبه للعدل وتشجيعة للعلماء واهتمامه بالامور الدينية كما كان مقصدا للشعراء والأعيان من الأقاليم المجاورة وخصوصا نجد وقد ذكر انه أول من اتخذ المبرز عاصمة لملكه بعد أن نقلها من الهفوف وبنى فيها قصرا يسمى القلعة ومسجدا لايزال يعرف باسمة إلى وقتنا الراهن واستمر في الحكم حتى وفاته عام 1093هـ.

## مبدأ حكمه
بعد سقوط الدولة الجبرية في القرن السادس عشر دخلت منطقة الأحساء والقطيف تحت الحكم العثماني. انضوت بعد ذلك العديد من قبائل البادية حول الأحساء والقطيف، وأغلبهم من بني عقيل، تحت لواء قبيلة بني خالد، الذين تمكنوا بقيادة براك بن غرير من هزيمة الأتراك وطرد الحاميات التركية من الهفوف، المدينة الكبرى في واحة الأحساء، عام 1081. وبسط الخوالد حكمهم على الأحساء والقطيف وبواديهما وعلى شبه جزيرة قطر (و لكن ليس على جزر البحرين)، وقسم آل غرير تلك المناطق بين عشائر بني خالد المختلفة، وامتد نفوذه إلى ضواحي كاظمة. وحاول الخوالد مد نفوذهم إلى إقليم اليمامة شرق نجد، وكان هناك امارة السيايرة من الجبور من بني خالد في نجد المتمثله في الأمير جبر بن سيار يعرفون الآن ب السياري أو السيايرة في مدينة القصب وماجاورها ولقد سجل لهم محادثات شعريه..وأيضا صار لهم العديد من الحلفاء هناك، كآل معمر حكام بلدة العيينة.
وقد حكم من سنة 1077هـ إلى 1093هـ.

## غزواته
بعد أن استقرت الامور لبراك بن غرير في الأحساء توجه بنظرة إلى نجد فقام بعدة غزوات منها:
- الغزوة الأولى: قام بأولى حملاته عليها سنة 1081هـ متوغلاً في العارض بعد أن هاجم الضفير القوية وتمكن من طردها ثم أخذ ال نبهان إحدى عشائر قبيلة ال كثير عند بلدة سدوس.
- الغزوة الثانية: في عام 1086هـ يرد اسر براك بن غرير لشيخ قبيلة الضفير سلامة بن سويط وسجنه وقام براك بأطلاق سراحة بعد أن افتدى نفسه.
- الغزوة الثالثة: يهاجم براك بن غرير عام 1088 هـ ال عساف من ال كثير وهم على الزلال عند الدرعية
- الغزوة الرابعة: سنة 1090هـ هاجم بعض القبائل النجدية وهي نازلة على موارد المياة ففاجأ في الصباح الباكر قبيلة السهول على مورد رماح فهزمهم واستولى على مواشيهم. ثم اتجه جنوبي نجد إلى مورد الرملية بالقرب من القويعية حيث تنزل قبيلة قحطان هدف حملته الرئيسي ولكنه وجد القحطانيين قد انسحبوا بعد أن انذروا فتبعهم بقواته وأدركهم في شعيب الخنقة وهو موقع حصين يسهل الدفاع عنه ووقعت بينهم معركة حامية كانت الخسائر فيها كبيرة لكلا الطرفين وقد كان على رأس القتلى من الطرفين مناور بن صبيح من فرسان بني خالد البارزين ومسافر بن علوش من فرسان قحطان وكانت محصلة المعركة في النهاية انتصار بني خالد.

## وفاتة
توفي عام ثلاثةٍ وتسعين وألف للهجرة.

## هوامش
أ: يُذكر في بعض المراجع بـ«مسعود».